# Michael Bennet
Michael Farrand Bennet  (ur. 28 listopada 1964 w Nowym Delhi) – amerykański polityk polskiego i żydowskiego pochodzenia, od 2009 Senator Stanów Zjednoczonych z Kolorado

## Pochodzenie
Jego matką była Susanne Klejman-Bennet, urodzona w 1938 w Warszawie, stolicy Polski. Jej rodzice byli zamożnymi Żydami. Ojciec John Jacob Klejman handlował sztuką. Jego matka miała na imię Hanna. W czasie wojny rodzina została zamknięta w getcie warszawskim. Z pomocą polskiego policjanta Susanne Klejman została wyniesiona i ukryta na wsi. Jego matce udało się wydostać w przebraniu katolickiej zakonnicy, a ojciec wydostał się kanałami. Odnaleźli się i wyjechali do Szwecji, potem do Meksyku, a w 1950 r. osiedlili się w Stanach Zjednoczonych.
Susanne Klejman-Bennet udzieliła obszernego wywiadu o czasach wojennych oraz o swojej rodzinie dla Muzeum Holocaustu w Waszyngtonie.

## Wczesne życie i edukacja
Urodził się 28 listopada 1964 w Nowym Delhi, jako Michael Farrand Bennet, gdy jego ojciec Douglas J. Bennet pracował jako doradca amerykańskiego ambasadora Chestera Bowlesa.
W 1987 zdobył stopień naukowy Bachelor’s degree z historii na uniwersytecie Wesleyan University w Middletown w Connecticut. W 1993 zdobył stopień Juris Doctor na uniwersytecie prawniczym Yale Law School.
Przed rozpoczęciem kariery politycznej był kuratorem szkół publicznych w Denver i dyrektorem wykonawczym prywatnej firmy holdingowej Anschutz Investment Company.

## Kariera polityczna
21 stycznia 2009 został powołany na stanowisko senatora ze stanu Kolorado przez gubernatora Billa Rittera. Przejął je po Kenie Salazarze, który zrezygnował z tej funkcji, aby zostać Sekretarzem Zasobów Wewnętrznych Stanów Zjednoczonych. Z powodzeniem ubiegał się o reelekcję w 2010 i 2016.
W 2019, w programie CBS This Morning telewizji CBS, zapowiedział swoją kandydaturę w prawyborach Partii Demokratycznej przed wyborami prezydenckimi w Stanach Zjednoczonych w 2020. Zakwalifikował się tylko do pierwszej debaty prawyborczej. Nie udało mu się uzyskać znaczącego poparcia w sondażach, ani uzbierać zadowalających środków na kampanię. Po pierwszym głosowaniu, w stanie Iowa, zdobył niecały 1% wszystkich głosów. 11 lutego 2020 oświadczył, że rezygnuje z dalszego prowadzenia kampanii.

## Wyniki wyborów
Poniżej wymienione zostały wybory powszechne, w których Bennet kandydował. Poprzez głównego przeciwnika rozumie się kandydata, który w danych wyborach wygrał lub zajął drugie miejsce jeśli wygrał Bennet.
| Rok  | Wybory                                                              | Główny przeciwnik           | Wynik            | Wynik | Wynik   |
| Rok  | Wybory                                                              | Główny przeciwnik           | Głosy powszechne | %     | Wygrana |
| ---- | ------------------------------------------------------------------- | --------------------------- | ---------------- | ----- | ------- |
| 2010 | Prawybory Partii Demokratycznej przed wyborami do Senatu w Kolorado | Andrew Romanoff (Demokrata) | 184 714          | 54,15 | T       |
| 2010 | Wybory do Senatu w Kolorado                                         | Ken Buck (Republikanin)     | 851 590          | 48,05 | T       |
| 2016 | Wybory do Senatu w Kolorado                                         | Darryl Glenn (Republikanin) | 1 370 710        | 49,97 | T       |
| 2022 | Wybory do Senatu w Kolorado                                         | Joe O'Dea                   | 1 397 164        | 55,90 | T       |

## Życie prywatne
Matka Benneta była Żydówką, której rodzice przetrwali w getcie warszawskim. 
Jest żonaty z Susan Daggett, prawniczką ds. środowiska. Razem mają trzy córki.
Choruje na raka gruczołu krokowego.